# هپاتیت ئی
هپاتیت ئی (به انگلیسی: Hepatitis E) نوعی التهاب ویروسی در پارانشیم کبد است که عامل آن ویروس هپاتیت ای (HEV) است. در گذشته آن را هپاتیت NonA NonB اپیدمیک نیز می‌نامیدند.
ویروس هپاتیت ای یک آر ان ای ویروس فاقد کپسول است که از طریق مدفوعی، دهانی و آب‌های آلوده منتقل می‌شود. شیوع این هپاتیت به‌صورت تک‌گیر و همه‌گیر است که اپیدمی در کشورهای توسعه‌نیافته، به‌ویژه در قارههای آسیا و آفریقا شایع‌تر است. این ویروس اولین بار در اپیدمی در هند در سال ۱۹۵۵ کشف شد. بزرگ‌ترین اپیدمی که تا به امروز گزارش شده صدهزار نفر را در شمال‌غربی چین مبتلا کرده‌است.

## بیماری‌زایی
این ویروس اغلب یک عفونت حادّ خودمحدودشونده و خوش‌خیم ایجاد می‌کند و به‌ندرت خطرناک است (مگر در افرادِ دچار ضعف ایمنی یا زنان باردار). علائم اصلی بیماری تب، زردی، بی‌اشتهایی، تهوع، ضعف و بی‌حالی است. تشخیص، آزمایشگاهی است و درمان خاصی ندارد. در چین واکسنی علیه این ویروس تولید شده‌است.